# Viola yezoensis
Viola yezoensis là một loài thực vật có hoa trong họ Hoa tím. Loài này được Maxim. miêu tả khoa học đầu tiên năm 1877.

## Hình ảnh

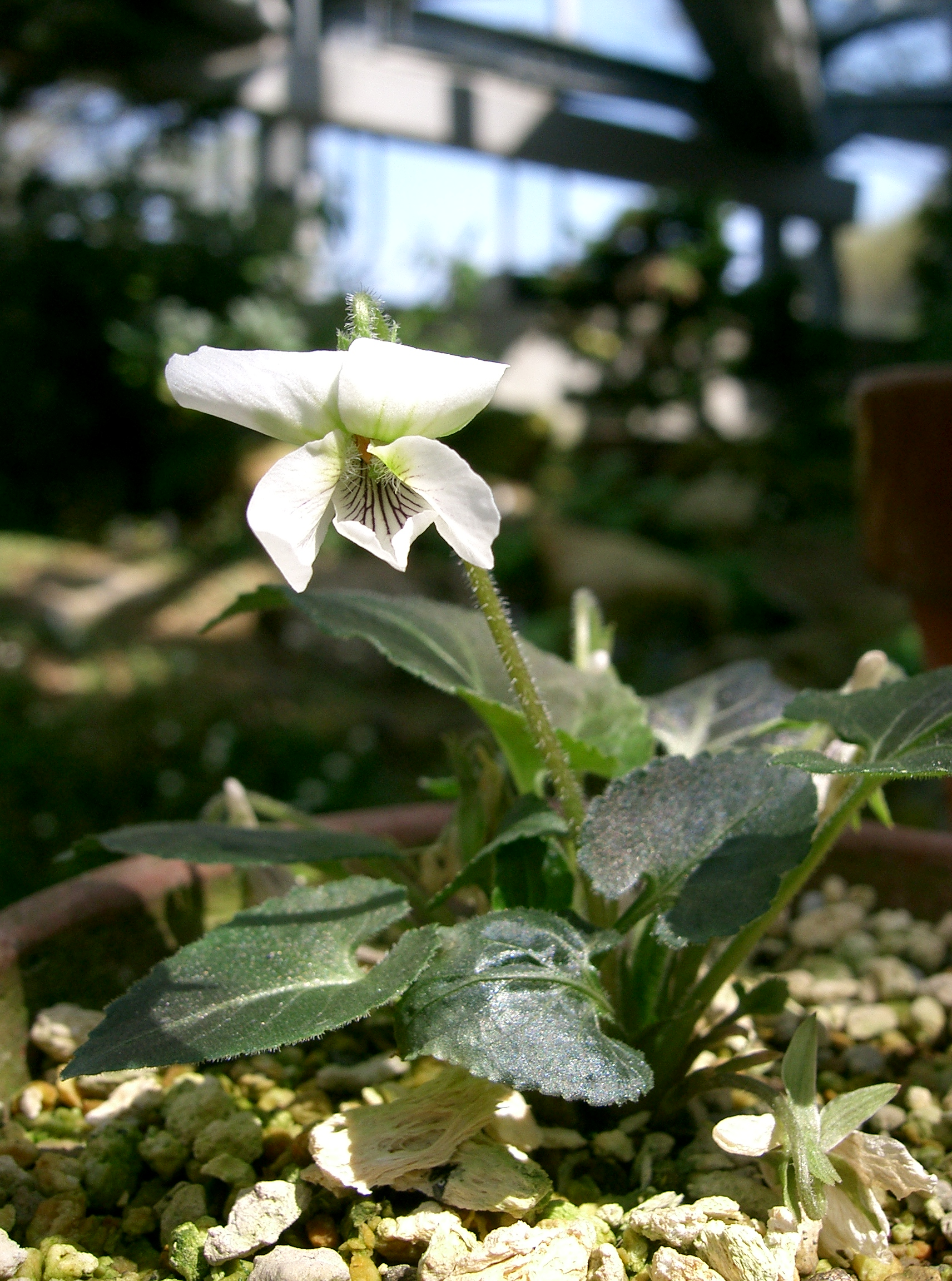